# Katsuyoshi Shinto
Katsuyoshi Shinto (Hiroshima, Prefectura d'Hiroshima, 15 de setembre de 1960) és un futbolista japonès que disputà quinze partits amb la selecció japonesa.